# 경락
경락(經絡, 영어: meridian system, channel network)은 인체 내의 기혈(氣血)이 흐르는 통로와 거기서 흩어져 나온 통로인 경맥(經脈)과 낙맥(絡脈)을 아울러 부르는 말로,고대 중국 및 한의학에서 인체 내의 기혈의 여러 통로 및 다양한 작용점과 관련해서 이를 인식하기 위해 고안되어 왔다.
동양 의학에서 말하는 기혈(氣穴) 및 기혈(氣血)은 현대의학에서 언급하는 신경이나 혈액 등 생존에 필요한 요소 또는 ATP 에너지 과정같은 대사처럼 인간의 신체활동을 이해하기위한 유효한 개념으로 알려져있다.
한편 경맥(經脈)은 간선(幹線)으로, 낙맥(絡脈)은 지선(支線)에 비유해볼 수 있다.

## 경락의 어원
“血病身有痛者治經絡"
피에 의해 몸이 병들기도하고 아프기도하는 것이니 경락으로 다스린다.
“醫經者，原人血脈經落骨髓陰陽表裏，以起百病之本，死生之分”
의학을 베푼다고하는 것은 사람은 혈맥경락골수(血脈經落骨髓)에서 음양(陰陽)의 표리관계를 (이루고있음에) 의거하여 백가지 병의 근본을 치료하는 것으로 삶과죽음을 나눈다.
“言經絡下于三焦及膀胱也”
경락을 말하자면 (심포를 시작으로)삼초에서 (뻗어)내려가 (온몸의 혈맥을 돌고나면) 방광에까지 미치는 것이다.
“中經維絡，别下於三焦、膀胱”
경맥을 중심으로해서 락맥이 뻗는다. 삼초로부터 내려가 구별되며 방광(에까지 이르는것)이다.
“學醫道者，不可不明乎經絡”
의학하는 것을 배우는자는 경락을 자세히 하지 않을수없다.

## 경혈
경맥에는 크게 나누어 12경맥과 기경8맥으로 대별할 수 있다.
이러한 경맥(經脈)에 속해 있는 혈(穴)을 가리켜 경혈(經穴)이라고 부르는데 이는 경락(經絡)의 기혈(氣血)이 신체 표면에 모여 통과하는 부위로, 침을 놓거나 뜸을 떠서 자극을 내부 장기(臟器)로 전달하기도 하고 내부 장기의 징후를 드러내기도 한다.
한편 이러한 표현은 경맥이 경혈이라는 특정 점들의 연결선상에 흐름을 갖는 집합으로 이해할 수 있게한다.

## 12경맥
팔안쪽에 위치한 폐경, 심경, 심포경을 시작으로 팔 바깥쪽에 위치한 대장경, 소장경, 삼초경이 6경으로 뻗어있고 발 안쪽에 신경, 비경, 간경, 위경이 발 뒷쪽에 방광경과 담경으로 6경이 위치해서 모두 12경맥으로 오장육부(五臟六腑)에 심포를 더한 6장6부에 대응하여 분포하고 있는 것이다.
이들 인체의 기본이 되는 십이경맥(十二經脈)의 명칭은
수태음폐경맥,수궐음심포경맥,수소음심경맥
수태양소장경맥,수소양삼초경맥,수양명대장경맥
족태음비경맥,족궐음간경맥,족소음신경맥
족소양담경맥,족태양방광경맥,족양명위경맥
이다.
이러한 경맥은 인체의 앞면과 뒷면에서 음과 양에 대응시키고있다.
십이경맥은 기경팔맥(奇經八脈)에 대해서 십이정경(十二正經)으로 불리기도 한다.

## 기경8맥
기경팔맥(奇經八脈)은 인체 경맥의 하나로 십이경맥(十二經脈)과 달리 오장육부및 심포와 직접적인 관련이 없는 여덟가지 종류의 경맥을 이르는데, 십이경맥의 기혈 순행을 돕는다. 또한 신체의 앞쪽에 위치하며 배아래쪽에서 얼굴까지의 정중앙에 뻗어있는 임맥과 신체의 뒷면 정중앙에 뻗어 위치하는 독맥은 기경8맥중 유일하게 12경맥이 그러하듯이 자신의 경혈들을 연결선상에서 가지고있다. 그러나 나머지 기경6맥인 대맥, 충맥,음교맥,양교맥,음유맥,양유맥은 자기자신만의 경혈은 없으며 12경맥중에서 특정한 연결점(경혈)들이 모인 연결선상의 임의의 경맥을 말한다.
|                                 |
| 기경팔맥중 임맥과 독맥의 경혈들 |

## 같이 보기
- 동의보감
- 황제내경
- 편작
- 척추
- 경혈